# HD 178911 Bb
HD 178911 Bb é um planeta extrassolar na órbita da estrela HD 178911 B descoberto em  2001 pela equipe do astrônomo  Zucker por meio do método da velocidade radial. A massa mínima deste gigante gasoso equivale a 7.35 massas jovianas. Sua órbita e muito próxima a sua estrela-mãe, e se completa num período de 71.5 dias, o valor da semi-amplitude é de  346.9 m/s.